# Aristos Aristokleous
Aristos Aristokleous (in greco: Αριστος Αριστοκλέους; Nicosia, 28 febbraio 1974) è un ex calciatore cipriota, di ruolo difensore.

## Carriera

### Club
Ha giocato nella massima serie cipriota con  APOEL Nicosia, Olympiakos Nicosia e AEK Larnaca.

### Nazionale
Nel 1996 ha esordito con la nazionale cipriota, giocando 18 partite fino al 2000.